# Recherche à l'École supérieure de physique et de chimie industrielles de la ville de Paris
L'ESPCI ParisTech (École supérieure de physique et de chimie industrielles de la ville de Paris) héberge de nombreux laboratoires regroupés en unité mixte de recherche. 
Les scientifiques y déposent en moyenne un brevet par semaine et publient un article par jour dans les meilleures revues scientifiques à comité de lecture, ce qui fait de l'ESPCI l'école d'ingénieurs française qui dépose le plus de brevets.

## Électricité générale

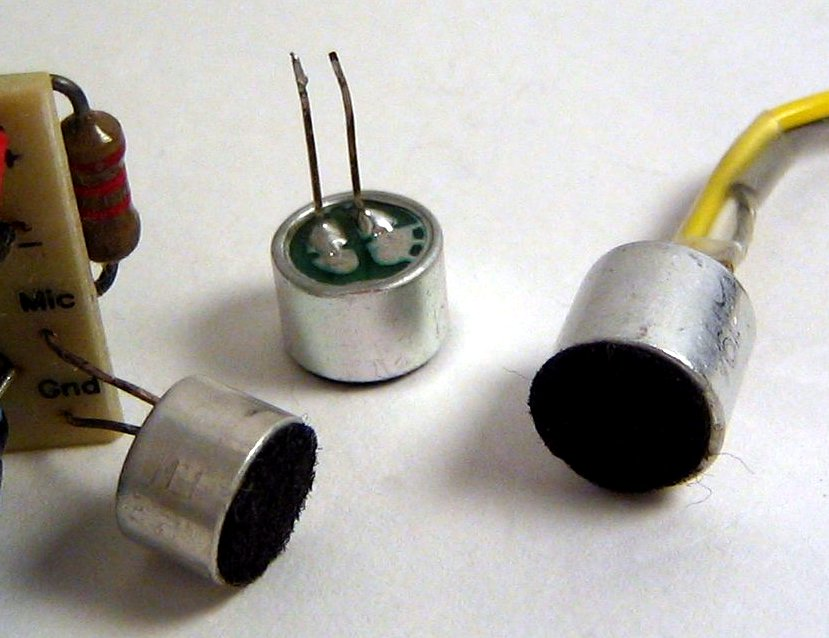
Une application des électrets : le microphone

### Histoire
De 1882 jusqu'à sa mort en 1906, Pierre Curie étudie les propriétés piézoélectriques puis les propriétés magnétiques des corps dans le laboratoire de physique de l'école. Il postule la loi de Curie qui est expliquée par son élève Paul Langevin grâce à la thermodynamique statistique. Paul Langevin succède à Pierre Curie en 1905 et dirige le laboratoire jusqu'en 1925. Cette période du laboratoire est marquée par l'étude des techniques ultrasonores. Pendant la première guerre mondiale, Paul Langevin dépose des brevets sur le sonar qui trouvera des applications pour la détection sous-marine, le contrôle non destructif et plus tardivement en imagerie médicale. Lorsque Paul Langevin prend la direction de l'école en 1925, Jean Saphores lui succède à la tête du laboratoire. René Lucas et Pierre Biquard découvrent la diffraction de la lumière par les ondes ultrasonores en 1932. Le laboratoire collabore avec Frédéric Joliot-Curie à l'Institut du Radium permettant la découverte de la radioactivité artificielle. Pierre Biquard dirige le laboratoire dans les années 1960 tandis que Georges Goudet assure l'enseignement.

### Laboratoire d'électricité générale
Les recherches actuels du Laboratoire d'électricité générale concernent l'électromagnétisme avec le développement des télécommunications sans fil et cellulaire, des réseaux et du radar, la physique des isolants, particulièrement des électrets, et l'instrumentation médicale et biomédicale. Sous la direction de Jacques Lewiner depuis 1970, le laboratoire mène une politique active de valorisation, par de nombreux dépôts de brevets et accords industriels. Le Prix Nobel de physique Georges Charpak a été professeur associé au laboratoire de 1980 à 2010.

## Physique générale et théorique

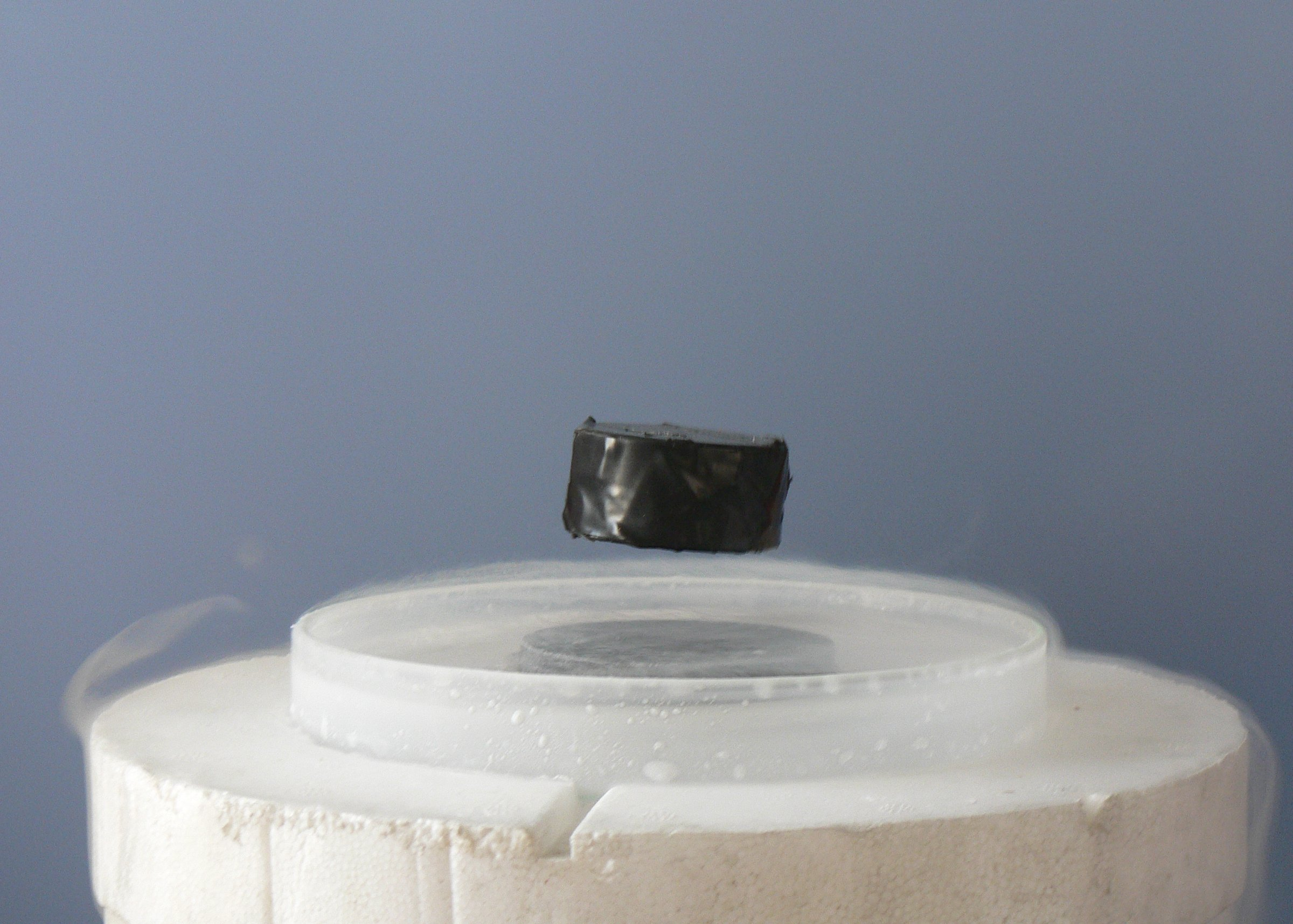
Effet Meissner d'un matériau supraconducteur

### Histoire
Le laboratoire est le lieu de découvertes majeures de la recherche française. Pierre Curie effectue l'étude des propriétés de symétrie en physique et énonce le principe de Curie en 1894. En 1898, Pierre et Marie Curie découvrent la radioactivité naturelle et parviennent à isoler le polonium puis le bismuth. En 1899, André-Louis Debierne découvre l'actinium dans le laboratoire. Paul Langevin qui succède à Pierre Curie en 1905 comprend la loi de Curie grâce à la physique statistique et diffuse les théories d'Albert Einstein en France dès leur parution grâce au paradoxe des jumeaux. Pierre-Gilles de Gennes, directeur du laboratoire puis de l'école, travaille sur les phénomènes d'ordre et développe les concepts expliquant le comportement de la matière molle et des cristaux liquides. Plus récemment[Quand ?] le laboratoire s'intéresse aux propriétés des supraconducteurs sous la direction de Julien Bok.

### Laboratoire de Physique et d’Étude des Matériaux
Jérôme Lesueur est directeur du Laboratoire de Physique et d’Étude des Matériaux (LPEM) depuis 2007. Sous sa direction, le laboratoire étudie la physique nanométrique, notamment l'effet Josephson et développe l'application des quantum dots à la biologie. Le laboratoire étudie également le comportement des matériaux dans lesquels se manifestent de fortes interactions électroniques.

## Chimie organique

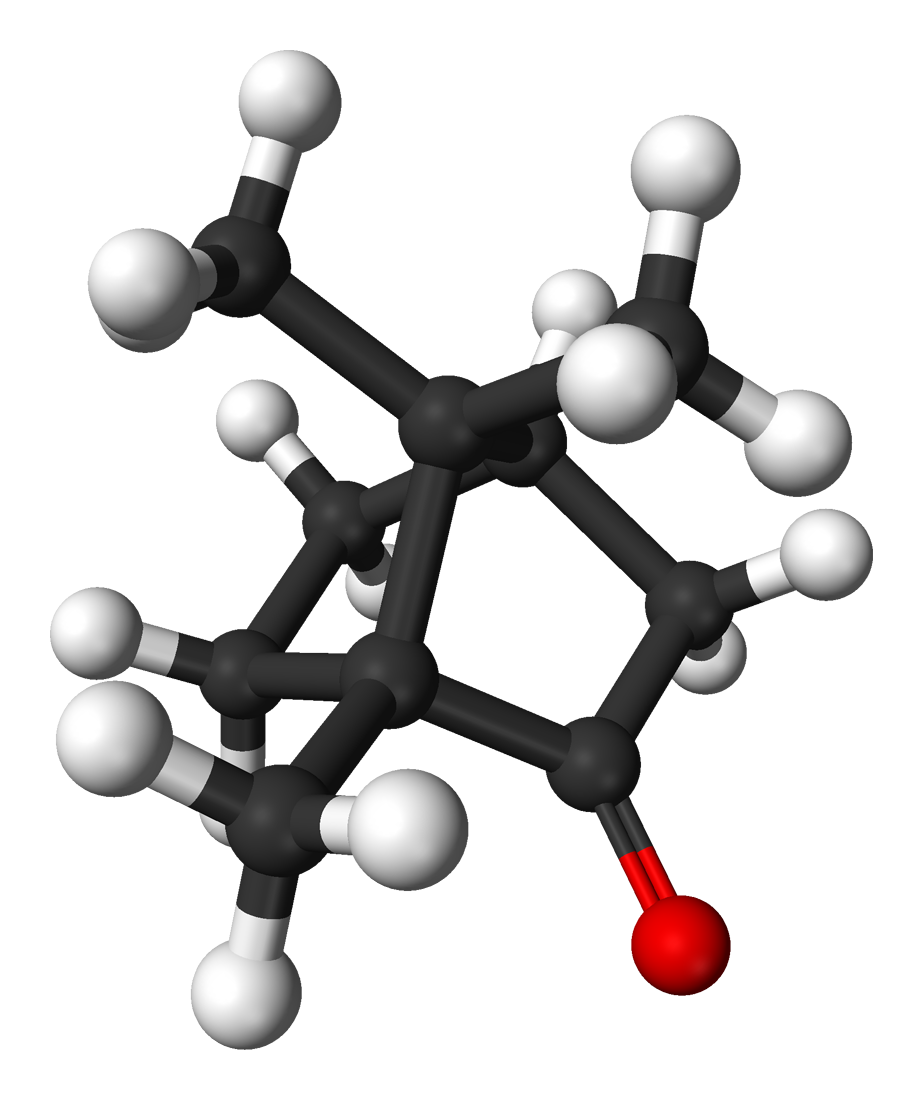
Le camphre étudié par Albin Haller

### Histoire
En 1882, le laboratoire est dirigé par Charles Lauth tandis que l'enseignement est assuré par Paul Schützenberger auquel succède Léon Schützenberger en 1891. Le laboratoire développe la chimie des colorants et étudie la synthèse des aldéhydes aromatiques. Sous la direction d'Albin Haller à partir de 1905, le laboratoire travaille sur les dérivés du camphre et comprend les mécanismes de trans-estérification. En 1927, Charles Dufraisse prend la direction du laboratoire. Il découvre l'autoxydation et le fonctionnement des antioxygènes en collaboration avec Charles Moureu. Jean Rigaudy lui succède en 1956 et développe les réactions photochimiques permettant d’obtenir l’oxygène excité à l’état singulet.

### Laboratoire de chimie organique
Depuis 1990, le laboratoire de chimie organique (LCO) (ESPCI ParisTech/UMR 7084) est dirigé par Janine Cossy et travaille sur la synthèse stéréosélective et énantiosélective de produits biologiquement actifs, sur les réactions d'oxydation, les réactions catalysées par les métaux et la conception de complexes pour la chimie supramoléculaire. Le laboratoire collabore avec de nombreuses entreprises pharmaceutiques comme Rhodia, Novartis, Eli Lilly, Boehringer ou les laboratoires Abbott et a créé deux startup Acanthe Biotech et CDP Innovation.

## Optique, acoustique, ondes et imagerie

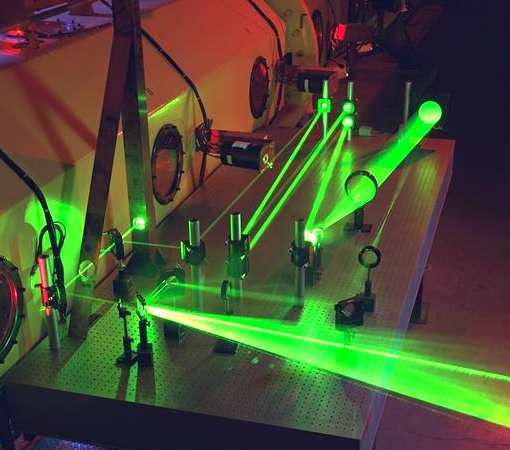
Effet Laser

### Histoire
Charles Féry est nommé professeur d'optique en 1902. Sous sa direction le laboratoire développe son expertise en instrumentation et conception d'instruments scientifiques. René Lucas lui succède en 1930 et travaille sur la diffusion Brillouin et les propriétés anisotropes de la matière. Sous la direction de Jacques Badoz de 1965 à 1980, le laboratoire étudie l'effet Faraday, l'effet Cotton-Mouton et le dichroïsme circulaire magnétique. Le laboratoire d'optique physique (LOP) est dirigé par Claude Boccara depuis le début des années 1980. Sous sa direction, il développe la détection des ondes gravitationnelles par des méthodes optiques (projet d'interféromètre VIRGO) et l'imagerie optique des tissus biologiques.

### Institut LangevinOndes et Images
L'Institut Langevin Ondes et Images (ESPCI ParisTech/UMR 7587/Paris VI/Paris VII) est né en 2009 de la fusion du Laboratoire ondes et acoustique et du Laboratoire d'optique physique. Il est dirigé par Arnaud Tourin.
Les recherches menées s’étendent des concepts fondamentaux aux applications, de l’imagerie multi-ondes (acousto-optique, photo-acoustique, élastographie par ultrasons ou IRM) aux techniques originales de focalisation (retournement temporel, filtre inverse, contrôle de front d’ondes), en passant par la création d’entreprises mettant en œuvre ces nouvelles technologies dans les domaines du biomédical, des télécommunications et de la domotique.

## Chimie inorganique et matériaux polymères

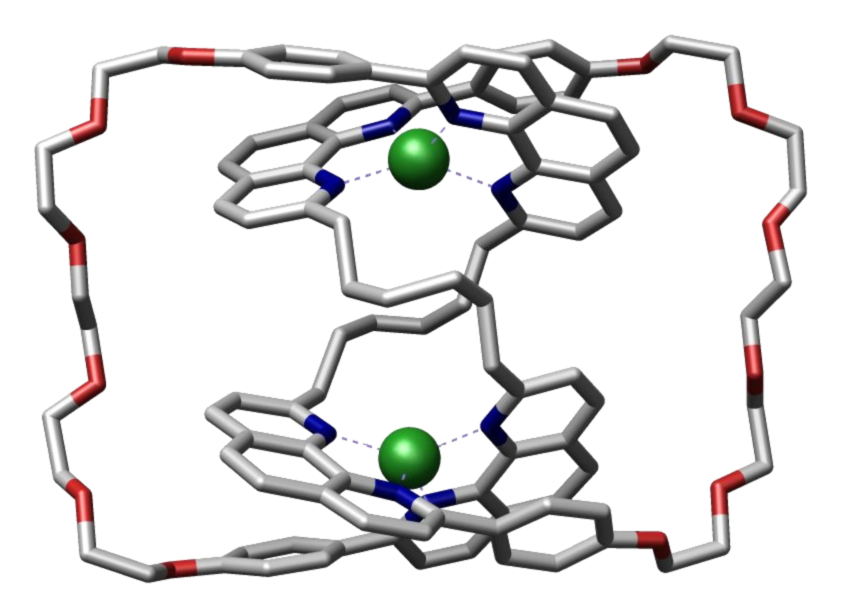
Nœud moléculaire assuré par deux ions Cuivre

### Histoire
L'enseignement est d'abord assuré par Paul Schützenberger (1882-1896) qui étudie certains biopolymères comme l'acétate de cellulose. Hippolyte Copaux (1925-1939), Georges Champetier (1939-1975) puis Lucien Monnerie (1975-1999) lui succèdent. Georges Champetier a joué un rôle capital pour le développement des recherches en chimie macromoléculaire. Il s'intéresse à la structure de la kératine et à la synthèse des polyamides synthétiques.Lucien Monnerie, physico-chimiste, établit les relations entre structures chimiques, mouvements segmentaires et propriétés mécaniques des polymères.

### Laboratoire Matière molle et chimie
Le laboratoire Matière molle et chimie (MMC) (ESPCI ParisTech/UMR 7167) est dirigé par Ludwik Leibler depuis 1984. Le laboratoire développe des matériaux nanostructurés possédant des propriétés originales en utilisant principalement des systèmes autoassemblés à base de copolymères à blocs ou greffés, des polymères semi-cristallins, ou encore des systèmes hybrides polymères/argile ou nanotubes de carbone. Le laboratoire étudie la chimie supramoléculaire et développe des nouvelles applications comme l'élastique auto-cicatrisant. Enfin le laboratoire développe des polymères capables de changer de conformation ou de phase lorsqu'on applique un stimulus comme une variation de température, de pH ou du champ électrique. Le laboratoire a ainsi développé des systèmes stimulés par l'abaissement de température destinés à l’industrie photographique.

## Chimie analytique

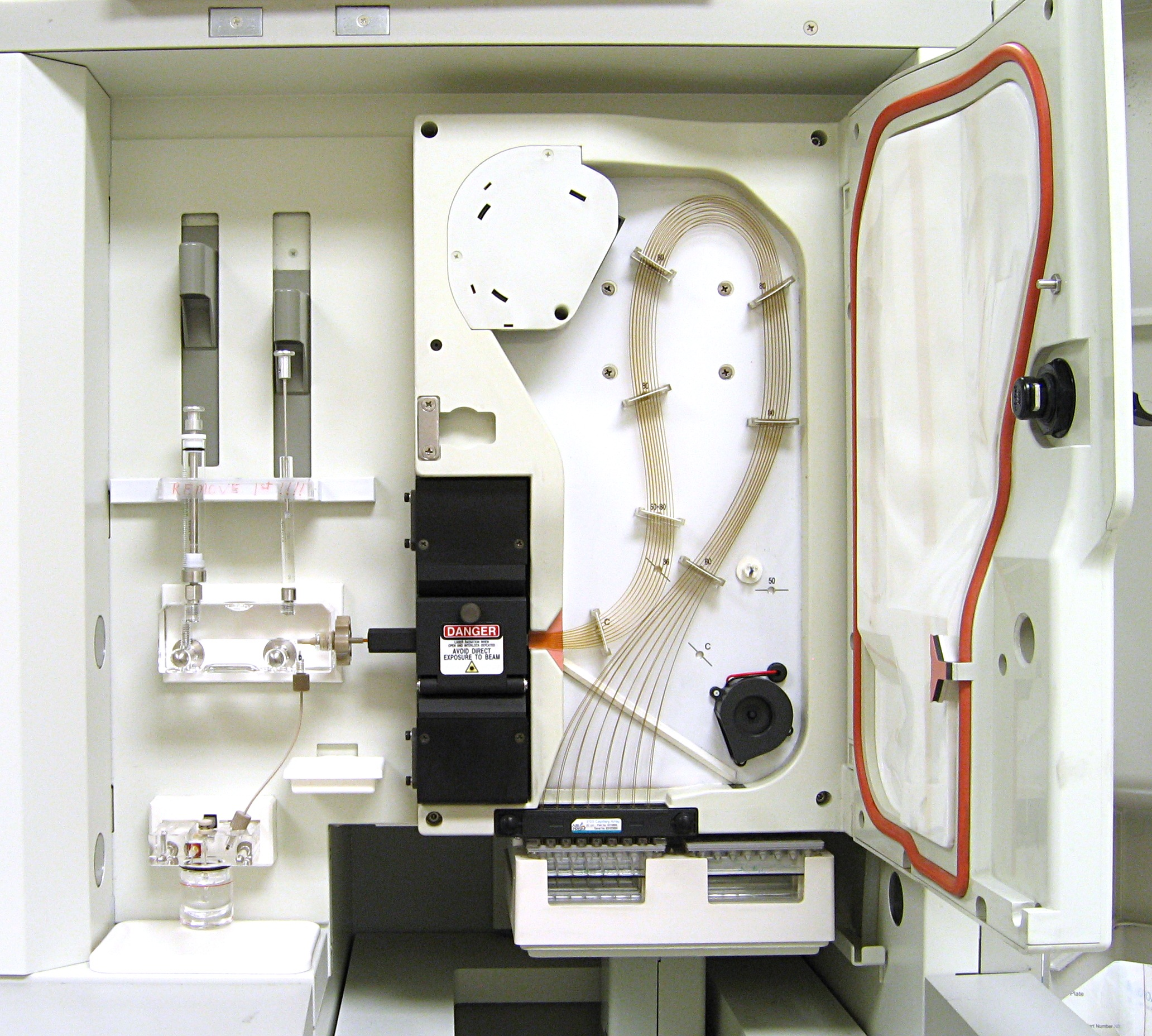
Chromatographie

### Histoire
Le chimiste capverdien Roberto Duarte Silva (1882-1888) puis Maurice Hanriot (1888-1925) sont les premiers professeurs de chimie analytique de l'école. Victor Auger enseigne de 1925 à 1934 et met au point des méthodes de dosage des sulfates, de l'ammoniac et du cobalt. L'académicien des sciences Georges Urbain lui succède. De 1945 à 1978, Gaston Charlot assure l'enseignement et développe les techniques d'électrolyse, de colorimétrie et d'oxydoréduction. Robert Rosset (1978-2005) puis Marie-Claire Hennion (2006-2009) ont ensuite été responsables de l'enseignement et ont dirigé le laboratoire. Depuis 2009, Valérie Pichon, professeur à Sorbonne université, a pris la tête du laboratoire.

### Laboratoires sciences analytiques, bioanalytiques et miniaturisation
Le Laboratoires Sciences Analytiques, Bioanalytiques et Miniaturisation (LSABM), dirigé par Valérie Pichon, développe les techniques de chromatographie en phase gazeuse, liquide, haute performance ou en phase supercritique.Le laboratoire s'intéresse aux applications de l'électrochimie, à la chimiométrie et à l'analyse de l'eau pour des applications environnementales.

## Mécanique des fluides et des solides

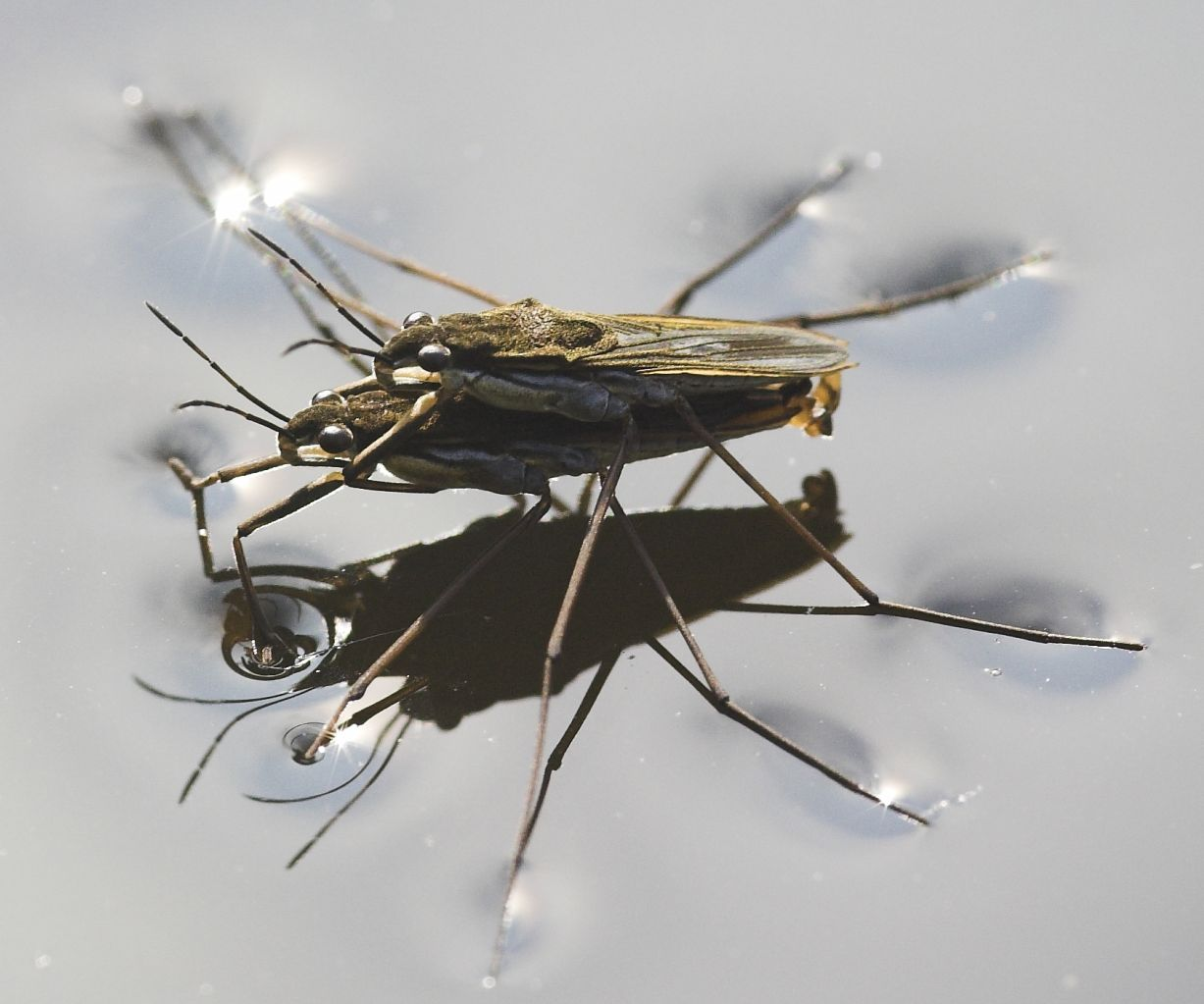
Tension superficielle et araignée d'eau

### Histoire
Le Laboratoire de physique et mécanique des milieux hétérogènes (PMMH) est créé en 1978 par Étienne Guyon pour étudier les phénomènes liés à la mécanique des fluides et des solides. Le laboratoire est dirigé successivement par Étienne Guyon, Jean-Pierre Hulin, Hans Jurgen Herrmann, José Eduardo Wesfreid, Philippe Petitjeans et Damien Vandembroucq,  tandis que l'enseignement est assuré par Pierre Bergé, Jean-Pierre Hulin puis Jean-Claude Charmet et Marc Fermigier.

### Laboratoire de physique et mécanique des milieux hétérogènes
Le laboratoire (ESPCI ParisTech/UMR 7636/Paris VI/Paris VII) est composé de nombreuses équipes qui étudient les propriétés des fluides miscibles, des instabilités, de la turbulence, de la capillarité, du mouillage ou de phénomènes de mécanique du solide. L'équipe de Bruno Andreotti étudie ainsi la croissance et le chant des dunes tandis que José Bico designe des origamis capillaires, David Quéré comprend l'effet lotus, Jorge Kurchan généralise le théorème de fluctuation-dissipation. Christophe Clanet explique les coups francs de Roberto Carlos ou la physique du ricochet. Benoît Roman explique le déchirement du papier adhésif et Bernard Cabane le comportement de la filtration.

## Électronique et automatique

Vue simplifiée d'un réseau artificiel de neurones

### Histoire
Édouard Hospitalier assure l'enseignement de l'électronique entre 1882 et 1907. Lui succèdent Paul Boucherot qui conçoit le moteur asynchrone et formalise la méthode de Boucherot puis Maurice Deloraine, inventeur du Huff-Duff.

### Laboratoire SIGMA
Dirigé par Gérard Dreyfus, le laboratoire SIGMA (SIGnaux, Modèles, Apprentissage statistique) développe des modèles non linéaires par apprentissage et étudie les réseaux de neurones artificiel. Ces modèles sont appliqués dans de nombreux domaines notamment pour la découverte de nouveaux médicaments, pour le diagnostic des signaux d'électro-cardiogramme ou pour la conception de nouveaux capteurs. Le laboratoire cherche également à modéliser le système nerveux afin de comprendre ses mécanismes de fonctionnement.

## Spectrométrie de masse biologique et protéomique
Le laboratoire de spectrométrie de masse biologique et protéomique (SMBP/USR3149) est dirigé par Joëlle Vinh. Il développe les analyses en spectrométrie de masse biologique dans le cadre de la protéomique. Elle travaille sur la détection directe des polypeptides impliqués dans la signalisation neuronale et développe les méthodologies pour l’étude du protéome de la cellule unique.

## Mathématiques et théorie

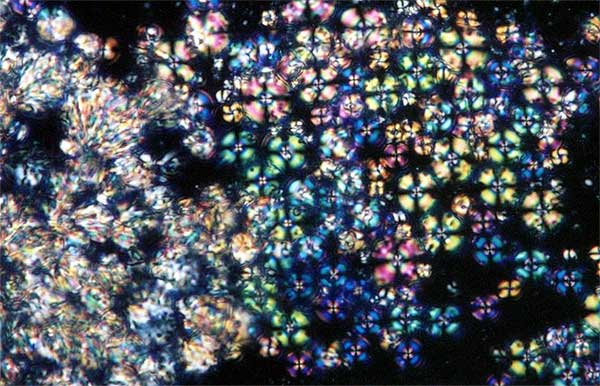
Transition de phase smectique-nématique d'un cristal liquide

### Histoire
L'école encourage la collaboration entre mathématiciens et physiciens. À l'origine, l'enseignement des mathématiques est une chaire sans laboratoire associé. Le dialogue entre Paul Langevin et Élie Cartan, qui enseigne la géométrie et la mécanique rationnelle à l'école de 1920 à 1940, permet l'éclosion de la géométrie de Riemann-Cartan et la notion de groupe algébrique. Henri Lebesgue enseigne à l'école de 1927 à 1937 alors qu'il développe ses travaux sur les coniques. En 1945, l'enseignement est confié à Henri Cartan, puis en 1951 à Robert Fortet, spécialiste des probabilités. Les physiciens Nino Boccara puis Élie Raphaël lui succèdent.

### Gulliver
L'unité Gulliver (ESPCI ParisTech/UMR 7083) dirigé par Olivier Dauchot regroupe les laboratoires de physico-chimie théorique, de nanobiophysique et de microfluidique.

#### Laboratoire de physico-chimie théorique
Le Laboratoire de physico-chimie théorique (PCT) s'intéresse à l'étude théorique de la biophysique, de l'hydrodynamique et de la matière molle à l'écoute des expérimentateurs. Sous la direction de Jacques Prost, le laboratoire développe les aspects théoriques de la matière molle initiés par Pierre-Gilles de Gennes puis propose les premiers modèles de moteurs moléculaires. Armand Ajdari, qui lui succède en 1997, étudie les nouveaux aspects théoriques posés par la microfluidique et la rhéologie des fluides complexes. Le laboratoire est actuellement dirigé par Antony Maggs.

#### Effets collectifs en matière molle
L'équipe EC2M (Effets Collectifs en Matière Molle) a commencé son activité en Octobre 2011 sous la direction d’Olivier Dauchot. Comme son nom l’indique EC2M s’intéresse à tous les effets collectifs, susceptibles d’expliquer l’émergence des comportements à grande échelle de la matière molle. On pense bien sûr aux propriétés mécaniques — rigidité, propriétés d’écoulement, etc. — mais aussi aux propriétés d’auto-assemblage, ainsi qu’à l’émergence de mouvements collectifs dans les systèmes actifs

#### Laboratoire de microfluidique, MEMS et nanostructures

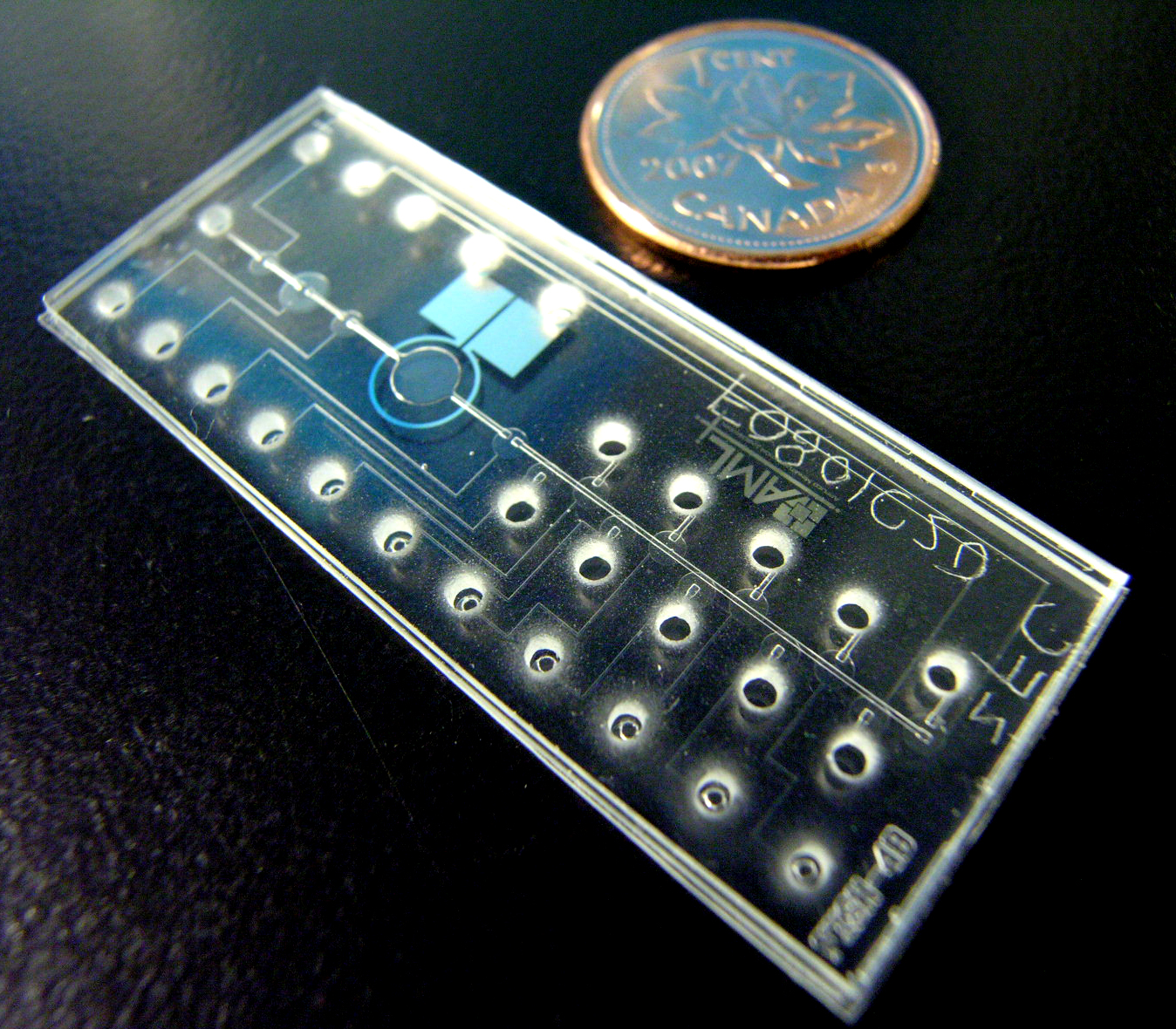
Microfluidique

Créé en 2001 par Patrick Tabeling, le laboratoire de microfluidique, MEMS et nanostructures (MMN) étudie les questions fondamentales posés par la microfluidique comme la dynamique des interfaces, la mécanique des fluides complexes, et les conditions de glissement à la paroi. Il développe également des applications de la microfluidique en collaboration avec des industriels et les laboratoires de biologie et de chimie de l'École.

#### Laboratoire de nanobiophysique
Le laboratoire de nanobiophysique (NBP) est dirigé par Ulrich Bockelmann. Il étudie les systèmes biologiques à l'échelle du nanomètre. L'équipe travaille sur la physique de l'ADN et de l'ARN, sur les nanopores et sur le mécanisme d'éjection de l'ADN par les phages.

## Biologie

### Laboratoire de Neurobiologie
Créé par Jean Rossier en 1995 à la demande de Pierre-Gilles de Gennes, le laboratoire de neurobiologie est dirigé par Thomas Preat. Le laboratoire regroupe des neurobiologistes et des physiciens intéressés par le fonctionnement du cerveau et les mécanismes de la plasticité neuronale. Il est composé des équipes :
- Dynamique et structure neuronale dirigé par Zsolt Lenkei
- Réseaux Neuronaux du Sommeil dirigé par Thierry Gallopin
- Gènes et dynamique des systèmes de mémoire dirigé par Thomas Preat
- Gènes, Circuits, Rythmes et Neuropathologies dirigé par Serge Birman
- Memory, Oscillations and Brain states dirigé par Karim Benchenane

### Laboratoire de Biochimie
Le laboratoire de biochimie est créé en 2011 par le biologiste Andrew Griffiths. Il développe des nouvelles méthodes de criblage à haut débit s'appuyant notamment sur des techniques microfluidiques.

## Science des matériaux

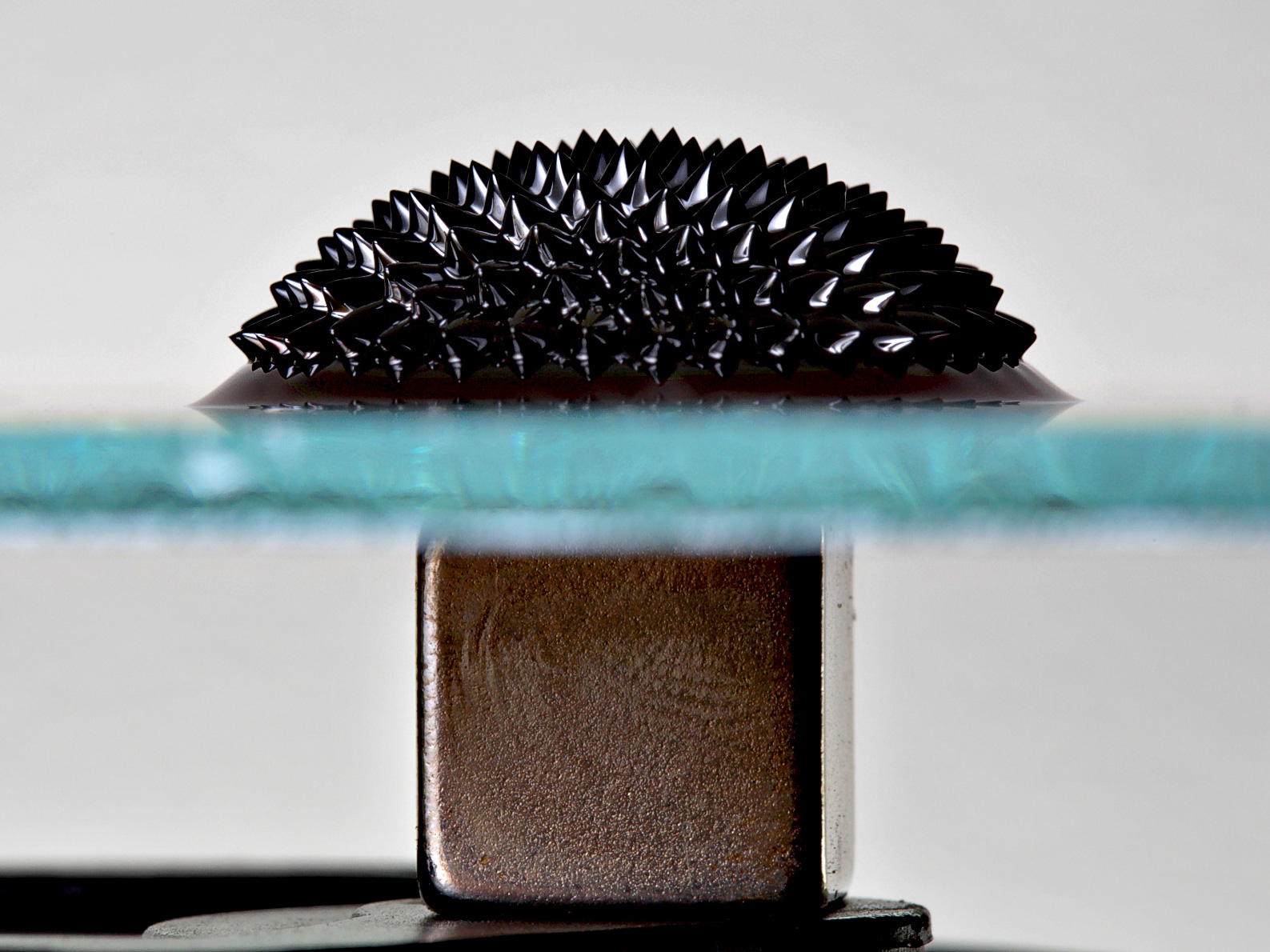
Ferrofluide, suspension de colloides ferromagnétiques

### Histoire
Charles Lauth enseigne les sciences des matériaux de 1882 à 1904 et développe des nouvelles céramiques en collaboration avec le laboratoire de la Manufacture nationale de Sèvres qu'il dirige. Plus récemment l'enseignement est assuré par Philippe Boch (1989-1999) qui développe de nouvelles céramiques puis par Henri Van Damme. La science des matériaux est particulièrement étudiée par deux laboratoires de l'école. 

### Laboratoire Sciences et Ingénierie de la Matière Molle (Physico-chimie des Polymères et Milieux Dispersés)
Le laboratoire Sciences et Ingénierie de la Matière Molle (ex Physico-chimie des Polymères et Milieux Dispersés) étudie la physico-chimie des interfaces, les propriétés des polymères et de la matière molle et les assemblages hybrides à l'échelle du nanomètre. Les chaires industrielles établies avec Saint-Gobain et Michelin ont renforcé les relations étroites du laboratoire avec les deux compagnies. Le laboratoire est dirigé par Christian Frétigny et François Lequeux.

### Laboratoire colloïdes et matériaux divisés
Le laboratoire colloïdes et matériaux divisés (LCMD) est dirigé par Jérôme Bibette. Il étudie les propriétés des colloïdes (colloïdes magnétiques et biomimétiques), des émulsions, de la croissance des tissus et développe la microfluidique digitale. Parallèlement le laboratoire développe de nouvelles applications comme le micronageur artificiel ou les techniques d'encapsulation de principes actifs et met au point des tests biologiques sensibles et peu couteux. Ces recherches sont à l'origine de nombreux développements industriels dans le domaine de la santé, de la cosmétique et du diagnostic médical.